# بابی ساکس
بابی ساکس (به انگلیسی: Bobbysocks) گروه موسیقی نروژی است.
او در سال ۱۹۸۶ برنده مسابقه یوروویژن شد.